# Pavetta radicans
Pavetta radicans là một loài thực vật có hoa trong họ Thiến thảo. Loài này được Hiern mô tả khoa học lần đầu tiên vào năm 1898.